# Angelo Carosi
Angelo Carosi (* 20. Januar 1964 in Priverno) ist ein ehemaliger italienischer Hindernis- und Langstreckenläufer.

## Leben
Seine größten Erfolge hatte er zunächst über 3000 Meter Hindernis. In dieser Disziplin wurde er bei den Europameisterschaften 1990 in Split Vierter und bei den Weltmeisterschaften 1991 in Tokio Siebter. Nach einem achten Platz bei den Weltmeisterschaften 1993 in Stuttgart gewann er 1994 bei den Europameisterschaften in Helsinki Silber. Bei den Weltmeisterschaften 1995 in Göteborg wurde er Fünfter, bei den Olympischen Spielen 1996 in Atlanta Neunter und bei den Weltmeisterschaften 1997 in Athen Achter.
2000 wechselte er auf die 42,195-km-Distanz und gewann den Florenz-Marathon. Im Jahr darauf siegte er beim Piacenza-Marathon und wurde als Vierter bei der Maratona d’Italia nationaler Meister im Marathon. 2003 wurde er Fünfter bei der Maratona di Sant’Antonio und als Gesamtsieger in Florenz erneut italienischer Marathonmeister. Jeweils Fünfter wurde er bei der Maratona d’Europa 2004 und bei der Maratona di Sant’Antonio 2005.
Neben seinen beiden Marathontiteln wurde er dreimal italienischer Meister über 3000 Meter Hindernis (1989, 1991, 2004), zweimal über 5000 Meter (1994, 1998) und einmal über 3000 Meter in der Halle (1990). Insgesamt achtmal startete er bei den Crosslauf-Weltmeisterschaften, mit einem 24. Rang auf der Kurzstrecke 1998 in Marrakesch als bester Platzierung.
Angelo Carosi ist 1,82 m groß und wog in seiner aktiven Zeit 66 kg. Er wurde von Massimo Magnani trainiert und startete für den C. S. Forestale.

## Persönliche Bestzeiten
- 3000 m: 7:49,91 min, 1. September 1993, Rovereto
  - Halle: 7:50,77 min, 23. Februar 1997, Genua
- 5000 m: 13:25,38 min, 5. September 1993, Rieti
- 10.000 m: 28:52,88 min, 5. Mai 1996, Pietrasanta
- Halbmarathon: 1:03:06 h, 18. Februar 2001, Ferrara
- Marathon: 2:12:46 h, 14. Oktober 2001, Carpi
- 3000 m Hindernis: 8:14,02 min, 2. August 1994, Monaco